# Myriopholis filiformis
Myriopholis filiformis — вид змій родини струнких сліпунів (Leptotyphlopidae). Ендемік Ємену.

## Поширення і екологія
Myriopholis filiformis є ендеміками острова Сокотра. Вони живуть в сухих чагарникових заростях та на плантаціях. Ведуть риючий спосіб життя. Відкладають яйця.